# Федерация футбольных болельщиков
Федерация футбольных болельщиков (англ. Football Supporters' Federation, сокр. FSF) — британская общественная организация, основанная в 2002 году и представляющая интересы валлийских и английских футбольных фанатов. В настоящее время объединяет более 500 000 членов.

## Основание
Организация была создана в 2002 году после объединения ряда неофициальных фанатских групп в Англии и Уэльсе с целью совместного представления своих интересов и официального взаимодействия с футбольными чиновниками. Нынешний глава FSF — Малкольм Кларк, который также является официальным представителем движения болельщиков в Футбольной ассоциации Англии.

## Деятельность
FSF регулярно проводит встречи с представителями правительства Великобритании и членами Парламента, обсуждая вопросы, затрагивающие интересы футбольных болельщиков. Также нередко члены Федерации встречаются с руководством Футбольной ассоциации и главами лиг, поднимая на подобных встречах конкретные темы, вынесенные на повестку дня. Организация также активно помогает координировать работу своих региональных отделений, а с 2009 года участвует в проведении любительского футбольного турнира, участниками которого являются команды, составленные из болельщиков различных клубов.

## Награда игроку года
С 2013 года FSF вручает ежегодную премию лучшему игроку по итогам сезона во всех дивизионах валлийского и английского футбола. Первым обладателем приза стал нападающий «Ливерпуля» Луис Суарес. В 2021 году победителем премии также стал игрок «Ливерпуля» — Мохаммед Салах. Победитель премии выбирается путем публичного голосования. Церемония награждения проводится при поддержке букмекерской конторы «William Hill».